# 維戈諾先斯科耶湖

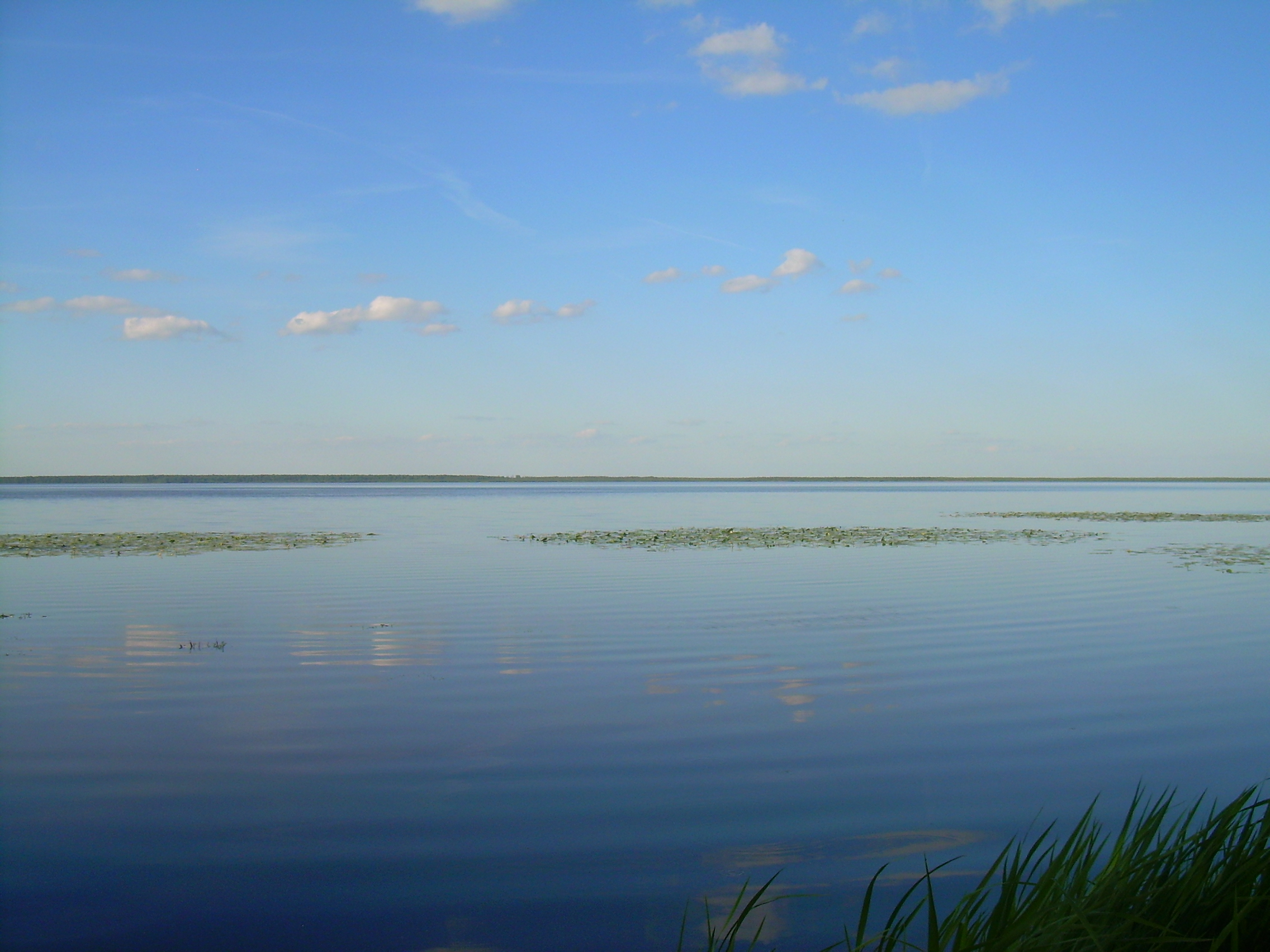
維戈諾先斯科耶湖

維戈諾先斯科耶湖（白俄羅斯語：Выганашчанскае）是白俄羅斯的湖泊，距離伊瓦采維奇37公里，由布列斯特州負責管轄，長7公里、寬4.8公里，面積26平方公里，集水區面積87.1平方公里，海拔高度153米，湖岸線長度21公里，平均水深1.2米，最大水深2.3米。